# Ballobar (kommunhuvudort)
Ballobar är en kommunhuvudort i Spanien.   Den ligger i provinsen Provincia de Huesca och regionen Aragonien, i den nordöstra delen av landet, 300 km öster om huvudstaden Madrid. Ballobar ligger 152 meter över havet och antalet invånare är 1 021.
Terrängen runt Ballobar är platt åt nordväst, men åt sydost är den kuperad. Ballobar ligger nere i en dal. Runt Ballobar är det ganska glesbefolkat, med 26 invånare per kvadratkilometer. Närmaste större samhälle är Fraga, 17,0 km sydost om Ballobar. Trakten runt Ballobar består till största delen av jordbruksmark.